# Dennis Ramonn Olsen
Dennis Ramonn Olsen (født 25. november 1983) er en dansk tidligere fodboldspiller og nuværende assistenttræner for AGF's U/19-hold.
Han kunne som aktiv både spille i angrebet og på midtbanen.